# 海津温泉
海津温泉 宙舟の湯（かいづおんせん そらふねのゆ）は、岐阜県海津市海津町福江569-2にある温泉。海津市の市有施設である。現在の指定管理者はケービックス株式会社。かつては株式会社三和サービスが運営していた。

## 泉質
財団法人岐阜県公衆衛生検査センター平成20年10月17日発行の検査結果によると

## 温泉地
木曽三川公園アクアワールド水郷パークセンタの東側に位置する温泉。元々が老人福祉施設として整備されたため、周辺に接骨院・整体院・鍼灸院が点在している。岐阜県南部では他の温泉より早い、1972年（昭和47年）の営業開始であり、泉温も周辺の岐阜県内温泉より高く、愛知県や三重県など海津市以外からの来客も多い。

## 歴史
1966年（昭和41年）、名古屋市の民間会社が温泉掘削計画を発表し、海津町（当時）の住民の要望も有り、海津町は計画を推進することになった。通商産業省（現：経済産業省）地質調査課の指導をもとめ、紆余曲折があったが温泉掘削に成功する（同町内　福江地区）。深さ1,502m、湯温は48.8°Cであった。掘削後、湯は自然放流の状態であったが地元住民が野良仕事の労を癒やすために、田舟に湯を引き入れるなどして利用した。
海津町当局は、温泉を住民の福祉に役立てるため老人福祉センター「海津苑」を計画する。1971年（昭和46年）に起工式を行い、1972年（昭和47年）6月8日に老人福祉センター「海津苑」として海津町直営で開苑する。海津苑の利用者数は急ピッチで増加し、宿泊施設の必要にも迫られることとなった。1977年（昭和52年）4月16日に老人福祉センター・老人保養センターを設立した。本施設には22室の客室（収容人数87人）を設けた。
2005年（平成17年）3月28日　海津町・平田町・南濃町の3町合併により海津市が誕生するが、引き続き海津市直営で運営を継続することとなる。
海津苑の改修工事計画が発表になる。2006年（平成18年）10月から2008年（平成20年）7月の間をかけて、工事は2期に分け第1期は旧館の取り壊しと新しい入浴施設の建設を行う。第2期工事は新館の改修工事を行う事となった。工事期間中も通常営業をするが、工事の都合上休苑する場合もあるとの発表であった。2007年（平成19年）12月1日一部リニューアルオープンを行う。運営に際して市直営からドルフィン（株）を指定管理者に指定し運営開始（指定期間：H19.12.1～H24.3.31）する事になった。2008年（平成20年）7月17日全館リニューアルオープン。2012年（平成24年）4月1日（株）三和サービスを指定管理者に指定し運営開始。
2023年（令和5年）4月1日に、海津温泉→海津温泉 宙舟（そらふね）の湯に昭和47年開館以降初の名称変更をした。また、館内にはゲームセンターや売店、レストラン、1000円ガチャなどが置いてある。

## 交通アクセス
車利用の場合
- 名神高速道路 大垣インターチェンジより約30分、岐阜羽島インターチェンジより約30分。
- 東名阪自動車道 弥富インターチェンジより約20分、桑名インターチェンジより約30分[2]。

公共交通機関利用の場合
- 養老鉄道養老線 石津駅より海津市コミュニティバスで7～8分。
- JR東海道新幹線 岐阜羽島駅・名鉄羽島線 新羽島駅よりタクシーで約30分。
- 名鉄尾西線 佐屋駅よりタクシーで約20分[2]。